# Everett Stanley Luttrell
Pour les articles homonymes, voir Luttrell.
Everett Stanley Luttrell est un mycologue américain, né le 10 janvier 1916 à Richmond et mort le 5 juillet 1988.

## Biographie
Après une enfance marquée par la poliomyélite, il obtient son doctorat en 1940 et il travaille dans la station de phytopathologie de Griffin (université de Géorgie).
Entre 1966 et 1986, il est professeur à l'université de Géorgie à Athens. En 1988, il meurt des suites d'un cancer.

## Sources
- (eo) Cet article est partiellement ou en totalité issu de l’article de Wikipédia en espéranto intitulé « Everett Stanley Luttrell » (voir la liste des auteurs).